# Wellman (Iowa)
Wellman is een plaats (city) in de Amerikaanse staat Iowa, en valt bestuurlijk gezien onder Washington County.

## Demografie
Bij de volkstelling in 2000 werd het aantal inwoners vastgesteld op 1393.
In 2006 is het aantal inwoners door het United States Census Bureau geschat op 1494, een stijging van 101 (7,3%).

## Geografie
Volgens het United States Census Bureau beslaat de plaats een oppervlakte van
2,5 km², geheel bestaande uit land. Wellman ligt op ongeveer 240 m boven zeeniveau.

## Plaatsen in de nabije omgeving
De onderstaande figuur toont nabijgelegen plaatsen in een straal van 20 km rond Wellman.